# Steuerbescheid
Ein Steuerbescheid ist ein Schriftstück oder elektronisches Dokument, in dem die festgesetzte Steuer nach Steuerart, Zeitraum und Betrag bezeichnet ist. Ebenfalls diese Bezeichnung hat der Verwaltungsakt, mit dem dem Steuerpflichtigen das Dokument bekanntgegeben werden muss.

Zum Thema Zahlbarkeit auf die Steuerforderung hin

## Deutschland
Steuern werden gemäß § 155 Abgabenordnung (AO) durch Steuerbescheid festgesetzt, dieser ist ein Verwaltungsakt nach § 118 AO. Steuerbescheide über die volle oder teilweise Freistellung von einer Steuer werden Freistellungsbescheid genannt. Nach § 157 AO muss ein Steuerbescheid schriftlich oder elektronisch ergehen, er muss die festgesetzte Steuer nach Steuerart, Zeitraum und Betrag bezeichnen und angeben, wer die Steuer schuldet. Es kommt dem Steuerbescheid die Aufgabe zu, den nach § 38 AO abstrakt entstandenen Steueranspruch zu beziffern. Diese Angaben sind Voraussetzungen für eine wirksame Festsetzung – fehlen Teile, ist der Steuerbescheid wegen mangelnder inhaltlicher Bestimmtheit nichtig.
Daneben ist einem schriftlichen Steuerbescheid eine Belehrung darüber beizufügen, welcher Rechtsbehelf zulässig ist und binnen welcher Frist und bei welcher Behörde er einzulegen ist. Der einschlägige Rechtsbehelf ist der Einspruch. Eine fehlende Rechtsbehelfsbelehrung macht den Bescheid nicht unwirksam, sondern bewirkt, dass die Rechtsbehelfsfrist nicht zu laufen beginnt. Der Rechtsbehelf ist dadurch innerhalb eines Jahres möglich (§ 356 AO).
Wird der Rechtsbehelf nicht innerhalb der Rechtsbehelfsfrist eingelegt und besteht keine Möglichkeit für Wiedereinsetzung in den vorigen Stand, so wird der Bescheid bestandskräftig. Ein (materiell) bestandskräftiger Steuerbescheid ist bindend, selbst wenn dieser fehlerhaft ist. Materiell bestandskräftige Bescheide können nur aufgehoben oder geändert werden, wenn die Voraussetzungen einer Änderungsvorschrift gegeben sind (§ 129, § 164, §§ 172–177 AO) und die Festsetzungsfrist noch nicht abgelaufen ist (§ 169 Abs. 1 Satz 1 AO). Nach einer Erhebung der Stiftung Warentest aus dem Frühjahr 2000 sollen mehr als ein Fünftel der Steuerbescheide der deutschen Finanzverwaltung falsch sein. Einspruchsverfahren sind oft erfolgreich: In rund 64 % der Fälle waren sie nach der Einspruchsstatistik 2016 des Bundesministeriums der Finanzen erfolgreich. Auch im Jahr 2022 wurde bei 64 % der eingegangenen Einsprüche abgeholfen, sodass diese zumindest teilweise erfolgreich waren. Über die Qualität der Steuerbescheide besagen diese Statistiken jedoch nichts.
Mit einem Steuerbescheid können weitere Verwaltungsakte verknüpft werden, wie der Abrechnungsteil, mit dem die Berechnung der Nachzahlung oder Erstattung erfolgt, die Zinsfestsetzung oder das Leistungsgebot mit der Bekanntgabe des Fälligkeitstags. Hierbei handelt es sich um eigenständige Verwaltungsakte, die nicht Bestandteil des Steuerbescheides sind.
Die Feststellung der Besteuerungsgrundlagen, bei der Einkommensteuer vorrangig die Berechnung der Einkünfte, die Zuordnung zu bestimmten Einkunftsarten und die Errechnung des zu versteuernden Einkommens sind unselbständige Teile der Steuerfestsetzung und nicht selbständig anfechtbar (§ 157 Abs. 2 AO). Steuerbescheide müssen von den zuständigen Finanzbehörden verfügt werden. Ein von einer sachlich nicht zuständigen Behörde erlassener Steuerbescheid ist nichtig, da er an einem besonders schwerwiegenden Fehler leidet und damit unwirksam ist.
Zu Steuerbescheiden gehören zahlreiche Erläuterungen und Hinweise. Wegen ihrer Fachsprache, die für Laien oft kaum oder gar nicht verständlich ist, gibt es Debatten, wieweit die Verständlichkeit erhöht werden kann. Eine Arbeitsgruppe aus den Finanzministerien des Bundes und der Länder befasst sich seit 2015 mit diesem Thema.
In Deutschland sind die zuständigen Behörden:
- für die bundesgesetzlich geregelten Verbrauchsteuern (zum Beispiel Stromsteuer, Biersteuer), der Kraftfahrzeugsteuer, der Luftverkehrsteuer und der Einfuhrumsatzsteuer: Hauptzollämter
- für die Gemeindesteuern (zum Beispiel Gewerbesteuer, Grundsteuer, Hundesteuer): die kommunalen Kämmerer
- für alle anderen Steuern: die Finanzämter als örtliche Landesfinanzbehörden

Nichtschriftliche Steuerbescheide sind bei der Festsetzung von Einfuhrabgaben (Zollbescheid) und bei der Verwendung von Steuerzeichen und Steuerstemplern zulässig.
Neben den Steuerbescheiden kennt das deutsche Steuerverfahrensrecht sowohl den Steuerbescheiden gleichgestellte Bescheide als auch sonstige Steuerverwaltungsakte wie die Haftungsbescheide. Die Unterscheidung ist wichtig, weil es für Steuerbescheide und sonstige Steuerverwaltungsakte unterschiedliche Änderungs- und Korrekturvorschriften gibt (§ 129, § 130, § 131, § 164, § 165, §§ 172–177 AO).

## Schweiz
In der Schweiz werden die Begriffe Veranlagungsverfügung oder Steuerverfügung verwendet. Veranlagungsverfügungen werden, je nach Steuerart, von der kantonalen Steuerbehörde oder der Eidgenössischen Steuerverwaltung erlassen. Für die verschiedenen Steuern finden sich die Regeln zu den Verwaltungsverfahren meist in den Einzelsteuergesetzen. So ist das Verwaltungsverfahren für die Direkte Bundessteuer im Bundesgesetz über die direkte Bundessteuer geregelt, die Regeln zur Mehrwertsteuer finden sich im Mehrwertsteuergesetz[Anbieter/Datenbank fehlt] und das Verfahren für die kantonalen und die Gemeindesteuern ist in den jeweiligen kantonalen Steuergesetzen festgelegt. Wobei wesentliche Grundlagen für die Ertrags- und Vermögensbesteuerung schweizweit harmonisiert sind. Im Folgenden wird das Verfahren für die direkte Bundessteuer dargestellt.
In der Veranlagungsverfügung für die direkte Bundessteuer werden die Grundlagen der Steuerberechnung, also die Steuerfaktoren, und auch die Steuersätze und -beträge schriftlich bekanntgegeben (Art. 131 DBG). Diese Bekanntgabe wird Eröffnung genannt. Spätestens zu diesem Zeitpunkt muss die Behörde angeben, wenn sie von der eingereichten Steuererklärung abweicht. Gibt der Steuerpflichtige trotz Mahnung keine Steuererklärung ab, so nimmt die Behörde die Veranlagung nach pflichtgemäßem Ermessen vor (Art. 130 DBG). Sie schätzt also die Steuerfaktoren und berechnet danach die Steuern. Diese Form wird auch Einschätzungsverfügung genannt.
Gegen eine Veranlagungsverfügung kann man Einsprache erheben. Diese muss innert 30 Tagen nach Eröffnung der Verfügung schriftlich bei der Veranlagungsbehörde erfolgen (Art. 132 DBG). Gegen eine Einschätzungsverfügung kann man nur vorgehen, wenn man die Einsprache ausreichend begründet, in der Regel durch die Nachreichung der Steuererklärung. Die Behörde entscheidet über die Einsprache durch Neufestsetzung der Steuerfaktoren oder Abweisung. Der Entscheid ist zu begründen und dem Steuerpflichtigen schriftlich mitzuteilen (Einspracheentscheid Art. 135 DBG). Gegen den Einspracheentscheid kann der Steuerpflichtige, wiederum innert 30 Tagen nach Zustellung, Beschwerde bei der von der Steuerbehörde unabhängigen kantonalen Rekurskommission einlegen (Art. 140 DBG). Auch diese teilt den Entscheid schriftlich mit. Die Veranlagungsverfügung kann dabei zum Vor- oder auch zum Nachteil des Steuerpflichtigen abgeändert werden (Art. 143 DBG).
In einigen Kantonen ist der Weiterzug des Verfahrens an eine weitere verwaltungsunabhängige kantonale Instanz vorgesehen (Art. 145 DBG). So ist in Zürich die nachfolgende Instanz das Verwaltungsgericht. Die letzte Instanz ist das Bundesgericht (Art. 146 DBG).